# Jorge Méndez (piragüista)
Jorge Méndez es un deportista cubano que compitió en piragüismo en la modalidad de aguas tranquilas. Ganó tres medallas de plata en los Juegos Panamericanos de 1987.

## Palmarés internacional
| Juegos Panamericanos | Juegos Panamericanos          | Juegos Panamericanos | Juegos Panamericanos |
| Año                  | Lugar                         | Medalla              | Competición          |
| -------------------- | ----------------------------- | -------------------- | -------------------- |
| 1987                 | Indianápolis (Estados Unidos) | Medalla de plata     | K2 500 m             |
| 1987                 | Indianápolis (Estados Unidos) | Medalla de plata     | K2 1000 m            |
| 1987                 | Indianápolis (Estados Unidos) | Medalla de plata     | K4 1000 m            |